# Harald Kümmel
Harald Kümmel (* 5. Mai 1978 in Potsdam) ist ein deutscher Beamter. Er ist seit 2024 Präsident des Landesrechnungshofes Brandenburg.

## Leben

### Ausbildung und Persönliches
Harald Kümmel studierte von 1998 bis 2006 Geschichte und Politische Bildung für das Lehramt an Gymnasien an der Universität Potsdam.
Er ist verheiratet und hat zwei Kinder.

### Laufbahn
Kümmel arbeitete nach dem Studium von 2006 bis 2011 als wissenschaftlicher Mitarbeiter bei der Bundestagsabgeordneten Andrea Wicklein (SPD) in Berlin. Danach wechselte er in den Dienst der Landeshauptstadt Potsdam und war von 2011 bis 2013 Referent im Büro des Oberbürgermeisters Jann Jakobs (SPD). Er war von 2013 bis 2018 Leiter des Büro des Oberbürgermeisters bis zum Amtswechsel des neuen Oberbürgermeister Mike Schubert (SPD). Stattdessen übernahm er von 2019 bis 2021 die kommissarische Leitung des Bereichs Planungsbüro im Geschäftsbereich Stadtentwicklung, Bauen, Wirtschaft und Umwelt und von 2021 bis 2023 die kommissarische Leitung der Geschäftsstelle Bauen im Geschäftsbereich Stadtentwicklung, Bauen, Wirtschaft und Umwelt der Landeshauptstadt.
Mit Wirkung vom 1. September 2023 wurde er zum Direktor am Landesrechnungshof Brandenburg ernannt. Dabei verantwortete er die Bereiche Wirtschaft, Landesbeteiligungen und Arbeit sowie Steuern und Rundfunkangelegenheiten.
Am 24. Januar 2024 wählte der Landtag Brandenburg auf Vorschlag der Regierungsfraktionen SPD, CDU und von Bündnis 90/Die Grünen Kümmel zum Präsidenten des Landesrechnungshofes Brandenburg für die gesetzliche Amtszeit von zwölf Jahren. Er erhielt 50 Ja-Stimmen, 24 Nein-Stimmen und drei Enthaltungen. Er wurde als Nachfolger von Christoph Weiser mit  Wirkung vom 1. November 2024 von Ministerpräsident Dietmar Woidke (SPD) ernannt.

### Kommunalpolitik
Kümmel ist SPD-Mitglied. Er war von 2003 bis 2011 Mitglied der Stadtverordnetenversammlung der Landeshauptstadt Potsdam, davon von 2008 bis 2011 als Vorsitzender des Finanzausschusses.